# Patrick Wolfe
Patrick Wolfe (geb. 1949 in Yorkshire, Vereinigtes Königreich; gest. 18. Februar 2016 in Melbourne, Australien) war ein britisch-australischer Historiker und Anthropologe. Er gilt als einer der zentralen Theoretiker des Siedlerkolonialismus und hatte einen prägenden Einfluss auf die Felder der postkolonialen Theorie, indigenen Studien, Genozid-Studien und Rassismustheorie. Wolfes Arbeiten werden zunehmend auch in aktuellen politischen Debatten, etwa zur israelischen Besatzung Palästinas, rezipiert.

## Leben
Patrick Wolfe wurde in England in eine Familie mit irisch-katholischem und deutsch-jüdischem Hintergrund geboren und wurde jesuitisch erzogen. Er übersiedelte nach Australien und schrieb sich dort in den späten 1970er Jahren an der Universität Melbourne ein, wo er Geschichte und Indigene Studien studierte, unter anderem bei Sibnarayan Ray und Greg Dening. Danach absolvierte er das Masterstudium Sozialanthropologie bei Maurice Bloch an der London School of Economics and Political Science. Anschließend kehrte er an die Universität Melbourne für sein Doktoratsstudium zurück und lehrte Aborigines-Geschichte. Seine Betreuer während des Doktorats waren Greg Dening und Dipesh Chakrabarty.
Nach seinem Studium lehrte und forschte er an verschiedenen Universitäten, unter anderem an der La Trobe University und der Victoria University. Gemeinsam mit Lorenzo Veracini war er Herausgeber des Journals Settler Colonial Studies. Er war aktiv in linken und antikolonialen Bewegungen, insbesondere in der Solidaritätsarbeit mit Aborigine-Communities. Besonders beeinflusst war er von den Erfahrungen der Wurundjeri in der Missionsstation Coranderrk, deren Überbleibsel in der Nähe von seinem Haus in Healesville lagen. In Traces of History (2016) schreibt er: „Schreckliche Dinge wurden in Coranderrk getan. Wenn ich zum Supermarkt oder zur Post gehe, sehe ich Nachfahren der Menschen, denen diese Dinge angetan wurden. Sie bleiben meist für sich. Sie sind in unserer Stadt, aber nicht Teil von ihr. Sie gehören zum Land der Wurundjeri, in dem ich mich befinde, das aber nicht meines ist.“
Während der Buschfeuer in Victoria 2009 verlor er sein Haus sowie zahlreiche Bücher und Notizen. Er war in Reaktion darauf kritisch gegenüber der Klimapolitik der damaligen australischen Regierung unter Kevin Rudd.
Wolfe starb 2016 nach kurzer Krankheit an den Folgen einer Herzerkrankung.

## Werk
Wolfe fokussierte sich mehr auf das Schreiben von wissenschaftlichen Artikeln und Buchkapiteln als von ganzen Büchern.

### Siedlerkolonialismus als Struktur
Patrick Wolfe entwickelte die These, dass Siedlerkolonialismus keine abgeschlossene historische Episode, sondern eine dauerhafte Struktur sei. In seinem einflussreichen Aufsatz Settler Colonialism and the Elimination of the Native (2006) formulierte er: „Invasion is a structure, not an event.“
Im Gegensatz zum klassischen (extraktiven) Kolonialismus wie etwa in Indien oder Nigeria, der auf die Ausbeutung von Arbeitskraft abziele, sei der Siedlerkolonialismus primär auf die Aneignung von Land ausgerichtet. Dies führe zur „eliminativen Logik“, die in der physischen, kulturellen oder rechtlichen Auslöschung der indigenen Bevölkerung resultiere – durch Vertreibung, Assimilation oder Genozid. Wolfe spricht dabei von einem „strukturellen Genozid“.
Wolfe betonte, dass diese eliminative Logik nicht nur historische Prozesse in den Vereinigten Staaten, Kanada, Australien oder Neuseeland geprägt habe, sondern auch gegenwärtige politische Konflikte strukturiere. Obwohl er selbst maßgeblich von Postkolonialen Studien beeinflusst war, war Wolfe deshalb kritisch gegenüber der Bezeichnung Postkolonialismus, da koloniale Strukturen nicht zu Ende seien und daher auch nicht von einem Nachher („post“) gesprochen werden könne.

### Anwendung auf Australien
Ein zentraler Fokus von Patrick Wolfes Werk war der Siedlerkolonialismus in Australien. Er analysierte die koloniale Geschichte Australiens nicht als abgeschlossenes Kapitel, sondern als eine fortdauernde Struktur, die sich bis in die Gegenwart in Gesetzgebung, Eigentumsverhältnissen und Gewalt gegen indigene Gemeinschaften fortsetzt. In seinem Buch Settler Colonialism and the Transformation of Anthropology (1999) untersuchte Wolfe, wie die Disziplin der Anthropologie in Australien historisch mit kolonialen Machtverhältnissen verwoben war und zur Konstruktion indigener „Andersheit“ beitrug. Er kritisierte insbesondere, dass indigene Völker oft als „verschwindende Kulturen“ dargestellt wurden – eine narrative Strategie, die die Eliminierungslogik des Siedlerkolonialismus unterstütze.
Wolfe argumentierte, dass die koloniale Aneignung von Land in Australien durch die Leugnung indigener Souveränität strukturell abgesichert werde – beispielsweise durch die rechtliche Fiktion von terra nullius, die erst 1992 durch das Mabo-Urteil des High Court of Australia offiziell aufgehoben wurde. Dennoch, so Wolfe, habe sich die koloniale Logik in neue Formen transformiert, etwa in staatliche „Versöhnungs“-programme oder das Management indigener Communities unter dem Banner der Fürsorge, Kontrolle oder Entwicklung. Diese Dynamiken seien nicht post-kolonial, sondern Ausdruck eines fortdauernden Siedlerstaats.

### Anwendung auf Palästina/Israel
Wolfe gehörte zu den ersten Wissenschaftlern, die den Siedlerkolonialismus-Begriff konsequent auf den israelisch-palästinensischen Konflikt anwendeten. Er bezog sich dabei vor allem auf die Arbeiten von Gershon Shafir und Gabriel Piterberg. In mehreren Publikationen verglich er die zionistische Kolonialisierung mit anderen Siedlergesellschaften und analysierte sie als strukturell auf die „Verdrängung der palästinensischen Bevölkerung“ ausgerichtet.
In seinem Artikel Purchase by Other Means: The Palestine Nakba and Zionism’s Conquest of Economics (2012) untersuchte er, wie das palästinensische „Fortbestehen“ innerhalb einer kolonisierenden Struktur als permanente Bedrohung wahrgenommen und bekämpft werde – durch militärische, juristische und administrative Maßnahmen.

## Rezeption

### Bedeutung
Patrick Wolfe gilt als Begründer der „Settler Colonial Studies“ – eines interdisziplinären Forschungsfelds, das Kolonialismus nicht nur als vergangene Epoche, sondern als fortwirkende Machtstruktur analysiert. Seine Arbeiten beeinflussen Wissenschaftler weltweit, etwa in der indigenen Selbstbestimmung, der Kritik an weißen Besitzlogiken sowie in der Analyse globaler Rassifizierung und Enteignung. Das Konzept des „strukturellen Genozids“ wird in den Genozid-Studien als Erweiterung von Raphael Lemkins Genozid-Begriff diskutiert.
Aktuelle Debatten über Dekolonisierung, indigenes Landrecht sowie die Menschenrechtslage in Palästina stützen sich vielfach auf Wolfes Begriffe und Konzepte. Diese Analysen haben insbesondere seit dem Krieg in Israel und Gaza seit 2023 an Bedeutung gewonnen. Zahlreiche Stimmen aus Wissenschaft und Zivilgesellschaft berufen sich auf Wolfe, um die israelische Politik als Ausdruck einer fortgesetzten siedlerkolonialen Logik zu deuten. Seine Konzepte werden in Diskursen über Vertreibung, Enteignung und Genozid-Vorwürfe im Kontext Israels aufgegriffen, so etwa bei Ilan Pappe und Lila Abu-Lughod.

### Kritik
Kritiker werfen Wolfe mitunter eine Überdehnung des Siedlerkolonialismusbegriffs vor oder argumentieren, dass seine Analysen kulturelle Differenzen und die Handlungsfähigkeit indigener Akteure zu wenig berücksichtigen.
Jean O’Brien kritisiert Patrick Wolfes Gleichsetzung von Assimilation und Eliminierung und argumentiert, dass diese Darstellung indigene Überlebensstrategien unsichtbar mache. Er argumentiert, das Volk der Choctaw habe seine Identität bewahrt, obwohl sie individuelle Landzuteilungen annahmen, und dass indigene Gruppen den Indian Reorganization Act teilweise auch nutzten, um ihre Souveränität zu behaupten, nicht aufzugeben.
Robin D. G. Kelley kritisiert Patrick Wolfes geografische und theoretische Ausklammerung Afrikas aus seiner Theorie des Siedlerkolonialismus. Er widerspricht Wolfes These, wonach der Kolonialismus in Afrika vor allem durch Arbeitsausbeutung geprägt gewesen sei und nicht durch landzentrierten Siedlerkolonialismus. Diese Sichtweise, so Kelley, verkenne, dass afrikanisches Land ebenso begehrt war und dass Afrikaner indigene Bevölkerungen waren, nicht bloß Objekte imperialer Herrschaft. Unter Rückgriff auf Cedric Robinson betont Kelley, dass dieser blinde Fleck afrikanische Indigenität unsichtbar mache und die koloniale Erfahrung auf dem Kontinent auf ein vereinfachendes Schema von „Arbeit versus Land“ reduziere, wodurch die Rolle und Wirkung von Siedlern in Afrika verharmlost werde.
Rachel Bushbridge merkt an, dass Wolfe bei seiner Anwendung des Begriffs Siedlerkolonialismus auf Palästina/Israel der spezifischen Dynamik des Konflikts nicht genügend Raum schenke.

## Veröffentlichungen (Auswahl)

### Bücher
- Settler Colonialism and the Transformation of Anthropology: The Politics and Poetics of an Ethnographic Event. Cassell, London 1999.
- Sovereignty: Frontiers of Possibility. 2012 (Herausgeber gemeinsam mit Julie Evans, Ann Genovese und Alexander Reilly).
- The Settler Complex: Recuperating Binarism in Colonial Studies. 2016 (Herausgeber).
- Traces of History: Elementary Structures of Race. Verso, London/New York 2016.

### Artikel
- Settler Colonialism and the Elimination of the Native, in: Journal of Genocide Research, 8(4), 2006, S. 387–409.
- The Settler Complex: Recuperating Binarism in Colonial Studies, in: American Indian Quarterly, 33(3), 2009.
- Purchase by Other Means: The Palestine Nakba and Zionism’s Conquest of Economics, in: Settler Genocide Studies, 2012.